# Caldas de Montbuy
Caldas de Montbuy (en catalán y oficialmente Caldes de Montbui) es un municipio de Cataluña, España. Está situado en la comarca del Vallés Oriental, en la provincia de Barcelona. Se encuentra a unos 35 km al norte de Barcelona. Su población supera los 18 000 habitantes,[cita requerida] que viven repartidos por el núcleo urbano y varias urbanizaciones, entre otras El Farell, que fue construida en una montaña a una altitud de más de 800 m. El término municipal de Caldas de Montbuy comprende una extensión de 38 km².

## Historia

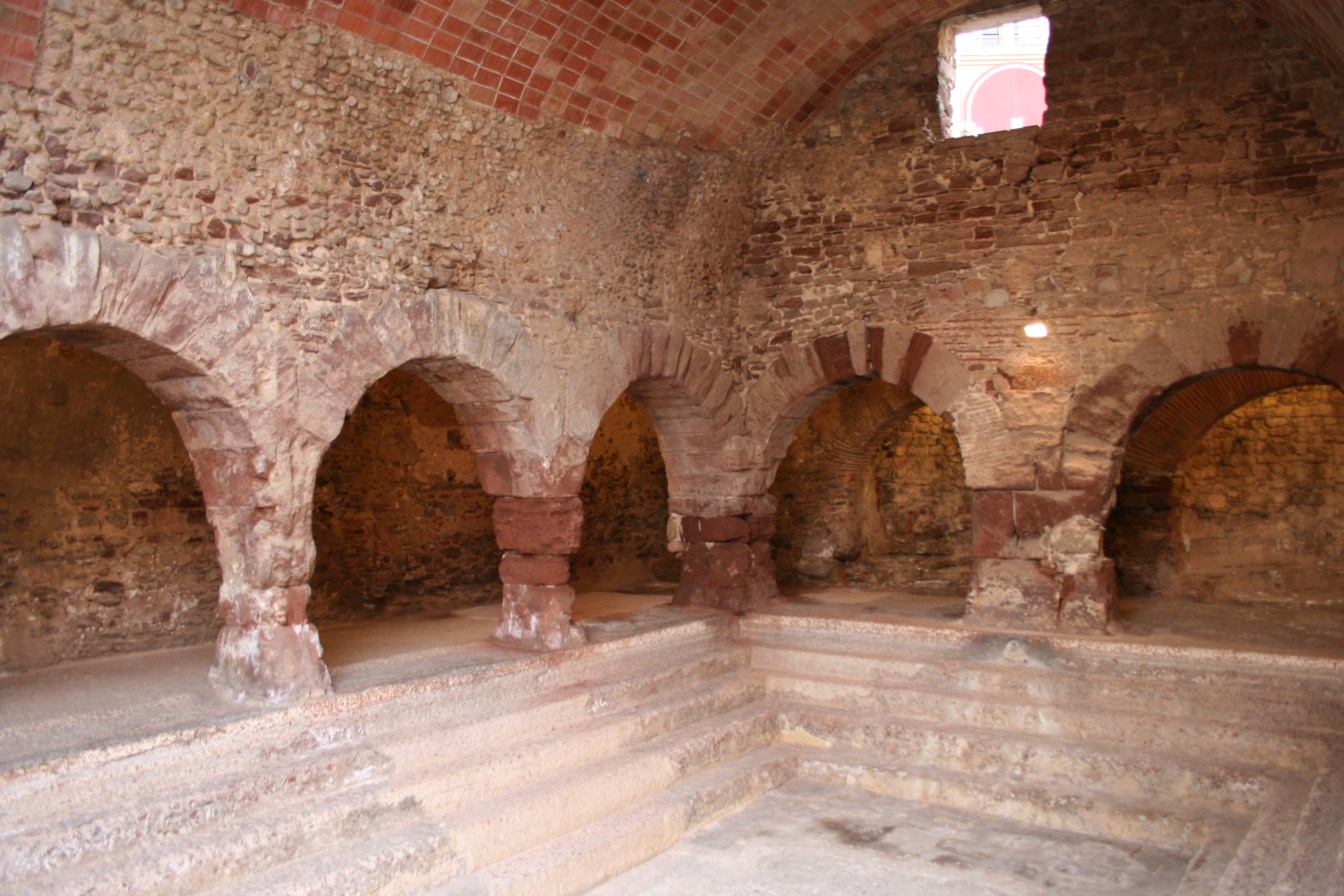
Termas romanas.

El nombre de 'Caldas' tiene que ver con la palabra "cálida" o "caliente" y se refiere a las aguas calientes que salen del interior de la tierra a una temperatura de 74 °C. Es una de las fuentes más calientes de Europa. Los romanos ya aprovecharon esta agua y construyeron allí un balneario que en parte se ha conservado hasta nuestros días. Son las termas romanas mejor conservadas de la península. El escritor romano Plinio el Viejo ya habla de este balneario llamado entonces Aquae-Calidae en su crónica sobre la Hispania Romana. La historiadora Mercedes Sorda mantiene lo de Plinio, aunque hay otras versiones alternativas que indican que de este balneario el primero en hablar sería Virgilio.[cita requerida]

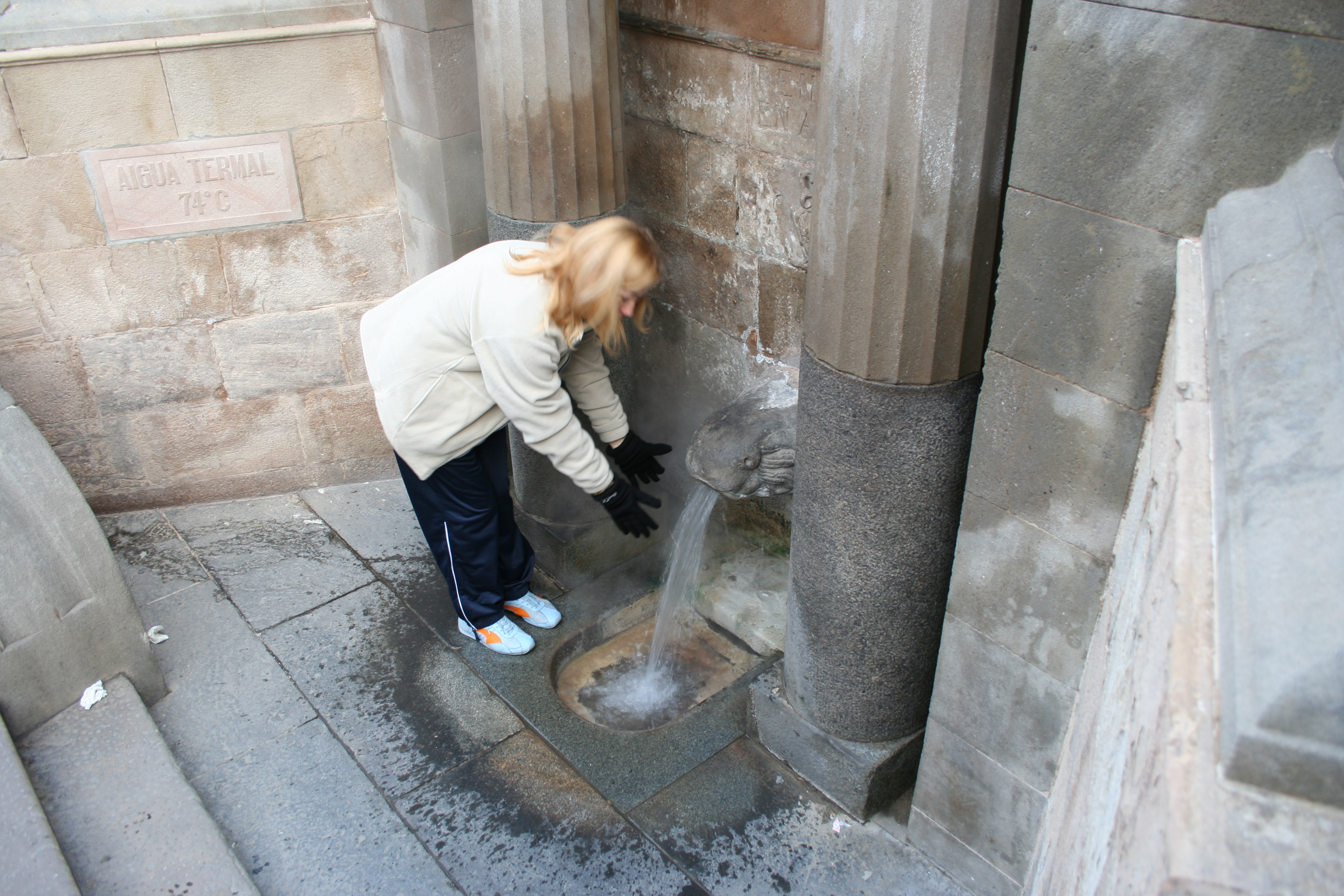
Fuente del León.

A partir de esta actividad balnearia (que adquiere importancia a finales del siglo XIX) se ha desarrollado el crecimiento urbanístico del municipio, contribuyendo asimismo a este crecimiento su entorno natural y su clima benigno. La fuente del León (Font del Lleó), construida en 1581, fue renovada en 1822 y en 1927. Se encuentra en la plaza de la villa donde también están situados las termas romanas, el ayuntamiento, el balneario de las Broquetas y el museo de Manolo Hugué. El agua que sale de esta fuente no varía nunca en cantidad y contiene cloro, flúor, bromo y yodo. Sirve para combatir la artritis, fracturas etc.[cita requerida]

## Economía
En cuanto a la economía, hoy en día la agricultura va perdiendo peso (aunque la horticultura sigue siendo importante) a favor de un incremento de la industria y del sector de servicios. También el turismo desempeña un papel importante gracias a las instalaciones termales: existen pequeños hoteles que confieren a este municipio la peculiaridad de ser el pequeño refugio termal más cercano a Barcelona.[cita requerida]

## Cultura
Existe en Caldas el museo de Manolo Hugué, un escultor importante del siglo XX y mejor amigo de Picasso cuyo talento fue ayudado a crear por Manolo. Como Hugué tenía amistad con Picasso, este museo contiene además de obras de Manolo Hugué una importante colección de obras de Picasso.
Al margen del casco antiguo se encuentra la iglesia parroquial de Santa María cuya construcción empezó en 1589 y finalizó en 1714. Su portada se considera como una de las mejores obras del barroco catalán. También son interesantes las columnas salomónicas, diseñadas por el escultor francés Pere Ruppin. La iglesia tiene una sola nave y doce capillas laterales. La mayor obra de la iglesia es la escultura de madera “La Santa Majestad”. Es de aspecto oriental y llegó a Caldes a mediados del siglo XV traída por unos gitanos. Actualmente solo se conserva como original la cabeza y el resto de la talla es una copia porque la original fue destruida en 1936.[cita requerida]
De su gastronomía, destacan los carquiñoles (carquinyolis), dulce hecho con almendra, harina y azúcar, y el salchichón (llonganissa).
La ciudad de Caldas está hermanada con la localidad alemana de Taunusstein y la francesa de Saint-Paul-lès-Dax.

## Demografía
Caldas de Montbuy cuenta con una población de 18 336 habitantes (INE 2024).
| Gráfica de evolución demográfica de Caldas de Montbuy entre 1842 y 2021                                             |
| |
| Población de derecho según los censos de población del INE Población de hecho según los censos de población del INE |

## Administración y política
| Periodo   | Nombre                                                                             | Partido |
| --------- | ---------------------------------------------------------------------------------- | ------- |
| 1979-1983 | Miquel Puig i Lucas                                                                | PSC     |
| 1983-1987 | Miquel Puig i Lucas                                                                | PSC     |
| 1987-1991 | Miquel Puig i Lucas (hasta 1989) / Montserrat Domènech i Borrul (desde 1989)       | PSC     |
| 1991-1995 | Josep Manuel Garcia i Pérez (hasta 1992) Montserrat Domènech i Borrul (desde 1992) | ERC PSC |
| 1995-1999 | Josep Maria Bonora i Dasquens                                                      | CiU     |
| 1999-2003 | Montserrat Domènech i Borrul                                                       | PSC     |
| 2003-2007 | Montserrat Domènech i Borrul                                                       | PSC     |
| 2007-2011 | Jordi Solé i Ferrando                                                              | ERC     |
| 2011-2015 | Jordi Solé i Ferrando                                                              | ERC     |
| 2015-2019 | Jordi Solé i Ferrando                                                              | ERC     |
| 2019-2023 | Isidre Pineda Moncusí                                                              | ERC     |
| 2023-act. | Isidre Pineda Moncusí                                                              | ERC     |

## Patrimonio
La iglesia parroquial fue construida entre los siglos XVI y XVII. Su portada es barroca, enmarcada por columnas salomónicas. En su interior se conserva un Cristo Majestad románico del siglo XII.